# Église Sainte-Catherine de Saint-Martin-Sainte-Catherine
L'église Sainte-Catherine est une église catholique située à Saint-Martin-Sainte-Catherine, en France.

## Localisation
L'église est située dans le département français de la Creuse, sur la commune de Saint-Martin-Sainte-Catherine.

## Historique
L'édifice est classé au titre des monuments historiques en 2004.